# 杜比亞蟑螂
疑仿硕蠊（學名：Blaptica dubia）俗称杜比亞蟑螂，為節肢動物門昆蟲綱蜚蠊目的一種，原作寵物用途，但因繁殖力強而變成肉食性爬蟲與昆蟲的飼料。

## 特徵
雄性成蟲長有翅膀，雌性成蟲的翅膀退化。長約5cm，卵胎生，牠們無法爬上光滑的表面，即只能往水平或傾面爬行，而不能像一般的昆蟲一樣可在垂直的表面上爬行。

## 分佈/產地
巴拉圭、烏拉圭和阿根廷。

## 部份參考來源
- https://commons.wikimedia.org/wiki/Blaptica_dubia （页面存档备份，存于）